# Prodiaphania regina
Prodiaphania regina är en tvåvingeart som först beskrevs av Malloch 1936.  Prodiaphania regina ingår i släktet Prodiaphania och familjen parasitflugor. Inga underarter finns listade i Catalogue of Life.